# Future World Orchestra

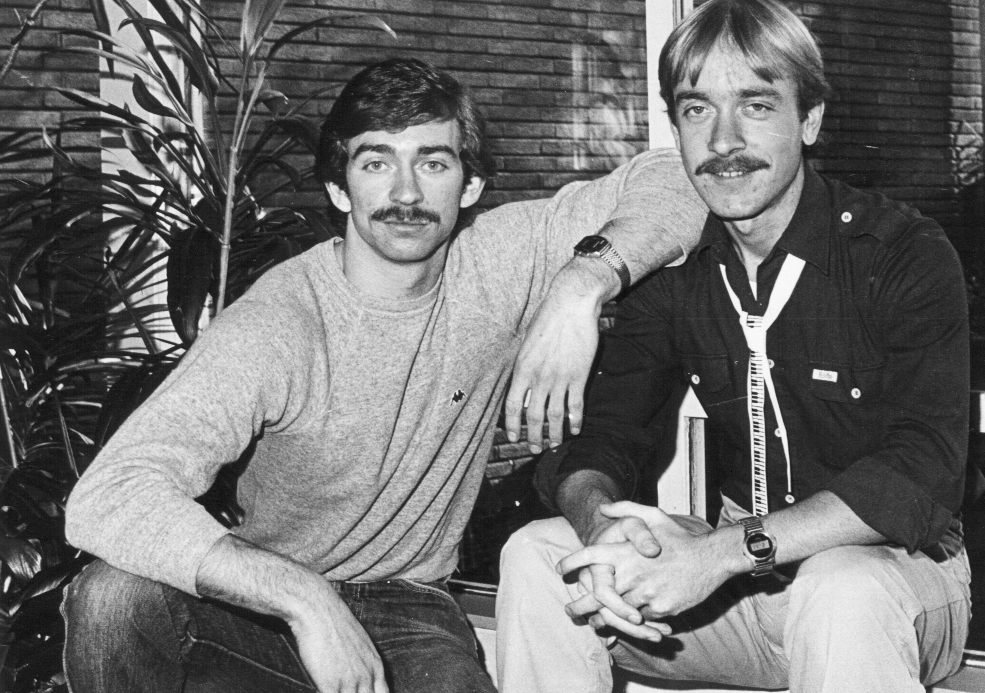

Future World Orchestra is een Nederlandse synthesizergroep rond de Twentse musici Robert Pot en Gerto Heupink, die begin jaren '80 enkele hits scoorden. Tegenwoordig bestaat Future World Orchestra nog rond Robert Pot en is de naam gewijzigd in Futureworld Orchestra.
Robert Pot (Nijverdal, 15 maart 1957) begon reeds op 14-jarige een voorliefde te ontwikkelen voor symfonische rockgroepen als Genesis, Emerson, Lake and Palmer en Yes. Hij spaarde zijn eigen toetsinstrumenten en een opnamestudio bij elkaar en in 1980 ontmoette hij Gerto Heupink, met wie hij samen muziek ging maken onder de naam Future World Orchestra. Future World Orchestra werd in 1981 opgericht. Ze sleepten een platencontract in de wacht bij Dureco en namen diverse demo's op. 3 Van deze demo's werd opgemerkt door TROS-dj Wim van Putten, die de nummers regelmatig draaide in zijn programma LP-show.
Hun eerste single Desire, waarin werd samengewerkt met het project The Limit van Bernard Oattes en Rob van Schaik, kwam op 16 oktober 1981 uit en dankzij het radioprogramma De Avondspits van Frits Spits, werd het internationaal een hit.
Het nummer Roulette werd gebruikt als herkenningstune bij radio-uitzendingen van NOS Tour de France in 1983.
Vanwege onderlinge verschillen van mening over de te kiezen muzikale richting, en de economische malaise in de latere jaren-80 die ook de platenindustrie trof, besloten Pot en Heupink in 1985 niet meer als muzikaal duo verder te gaan.

## Discografie
Singles
- Desire (Dureco 1981), #14 in de Top 40, #40 in de Nationale Hitparade
- I'm Not Afraid Of The Future (Dureco 1982), #26 in de Top 40, #40 in de Nationale Hitparade
- Captain Coke (Dureco 1982)
- Theme From E.T. (Dureco 1983), #20 in de Top 40, #21 in de Nationale Hitparade
- Roulette (Dureco 1983), #29 in de Top 40, #25 in de Nationale Hitparade
- Miracles (Dureco 1983)
- Don't go (Dureco 1985)

Albums
- Mission Completed (lp, Dureco 1982)
- Turning Point (lp, Dureco 1983)
- The Best of Future World Orchestra (lp en cd, Dureco 1987)
- The Hidden Files (cd, Websongs 2000)
- Regenerated (cd, Websongs 2010)
- Mission Completed XL & Turning Point XL (Double cd album, Futureworld Records 2022)